# Anger 1

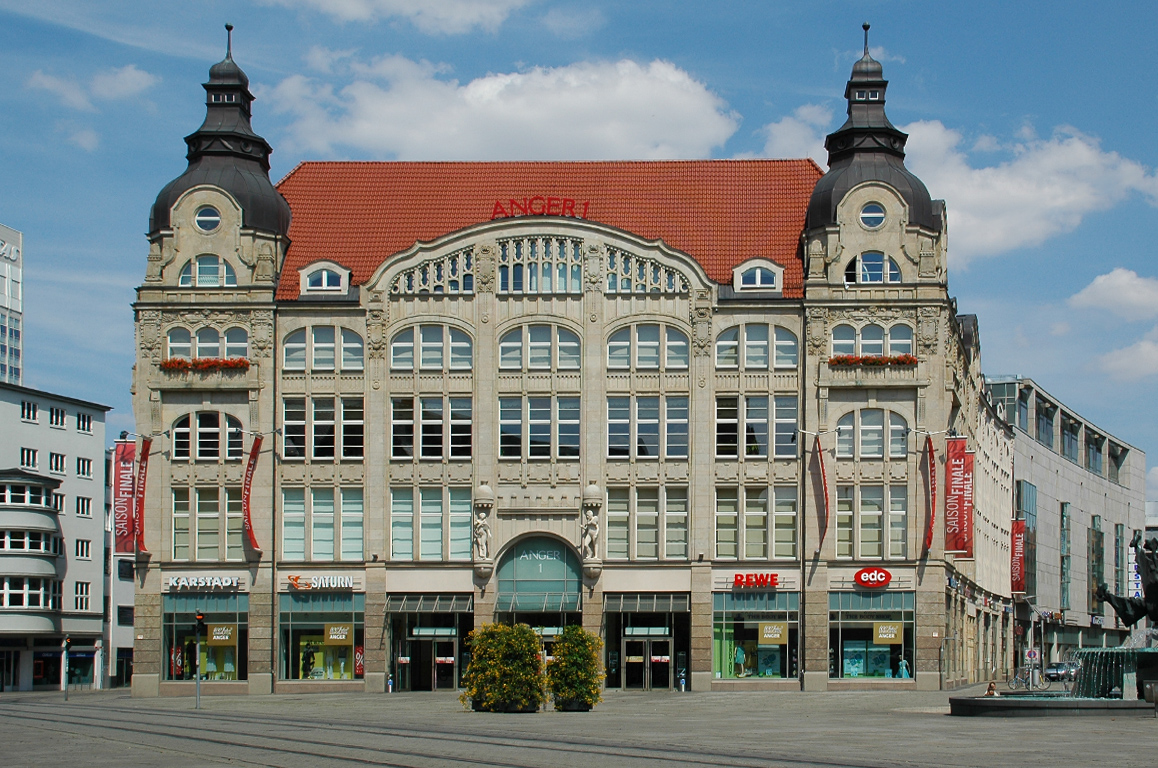
Westseite

Die Einkaufsgalerie Anger 1 ist ein Einkaufszentrum am nordöstlichen Ende des Angers im Zentrum von Erfurt und besteht aus einem Altbau im Jugendstil und einem modernen Neubau mit Parkhaus.

## Entwicklung
Bevor das Gebäude errichtet wurde, erwarb der in den 1830er Jahren in Gotha geborene Albert Blödner das Grundstück, auf dem später der „Römische Kaiser“ erbaut wurde, und betrieb dort ein Sägewerk. Da er um 1870 nach Schmiedefeld am Rennsteig zog, verkaufte er das Grundstück an die Stadt Erfurt. 
Zwischen 1906 und 1908 wurde der Altbau nach Entwurf der Hallenser Architekten Albert Giese und Ernst Giese als Kaufhaus Römischer Kaiser (KRK) errichtet, dessen Finanzierung zu einem großen Teil bei der jüdischen Kaufmannsfamilie Tietz aus Berlin lag. Im Jahr 1927 erfolgte der Anbau zweier Seitenflügel. Zehn Jahre später wurden die jüdischen Eigentümer des Warenhauses durch die Nationalsozialisten enteignet.
Ab 1. Oktober 1948 gelangte das Kaufhaus Römischer Kaiser (KRK) auf Befehl der Sowjetischen Militäradministration (SMAD) in Volkseigentum und entwickelte sich in den 1950er Jahren zu einem der größten Warenhäuser innerhalb der DDR. Nach der Wende 1990 kam das Gebäude in den Besitz der Hertie Waren- und Kaufhaus GmbH, die schließlich 1999 mit der Karstadt Warenhaus AG verschmolzen wurde. Zwischen 1999 und 2000 ließ die Karstadt Warenhaus AG einen modernen Anbau mit Parkhaus errichten und komplexe Rekonstruktionsarbeiten durchführen. Seither bietet die Einkaufsgalerie Anger 1 auf einer Fläche von ca. 23.000 Quadratmetern etwa 50 Fachgeschäften und einer Karstadt-Filiale Platz und zählt damit zu den größten Einkaufszentren im Freistaat Thüringen. Betrieben wird es vom Hamburger Unternehmen ECE Projektmanagement.

## Geschichte

### Vom Hotel zum Kaufhaus Römischer Kaiser (1905–1945)

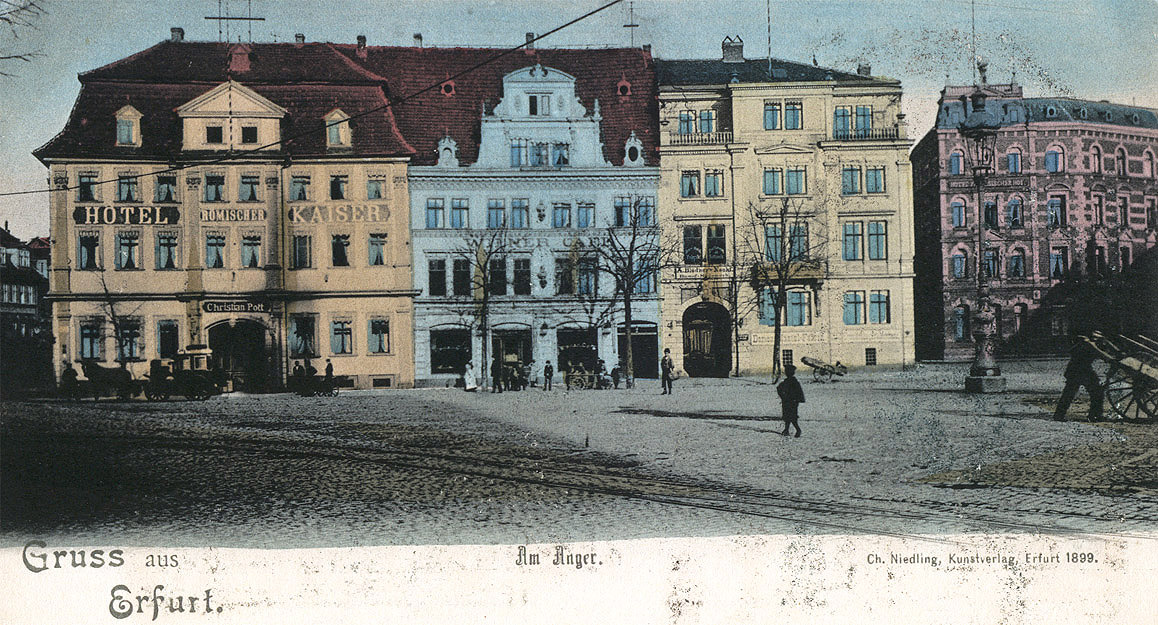
Östliches Ende des Angers im Jahr 1899

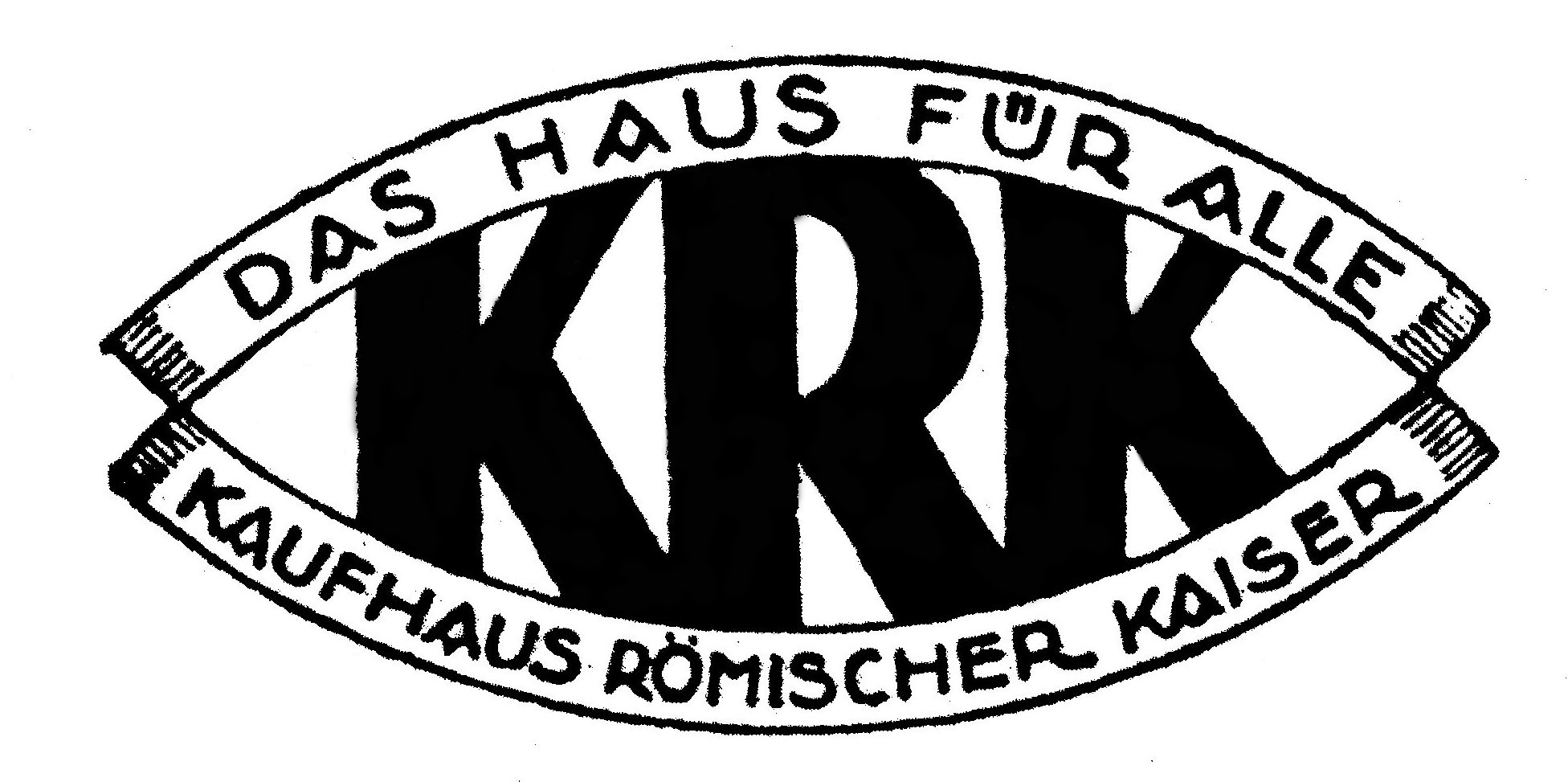
Logo des Kaufhauses Römischer Kaiser (KRK)

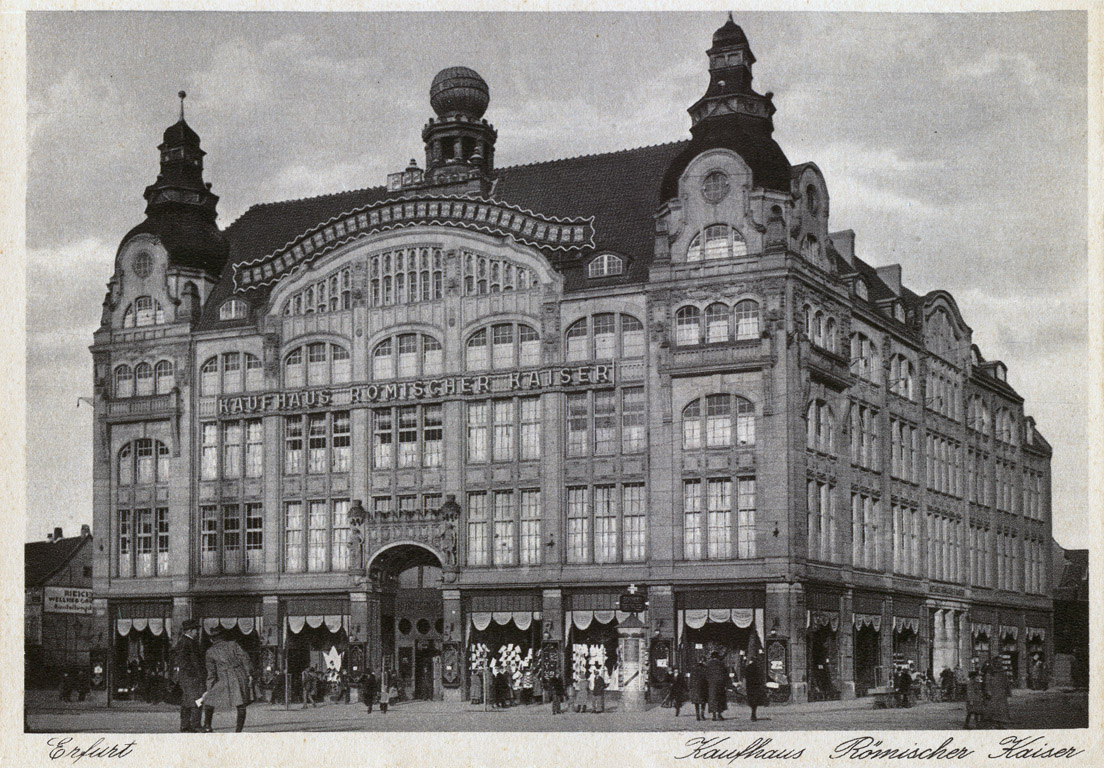
Kaufhaus Römischer Kaiser in den 1920er Jahren

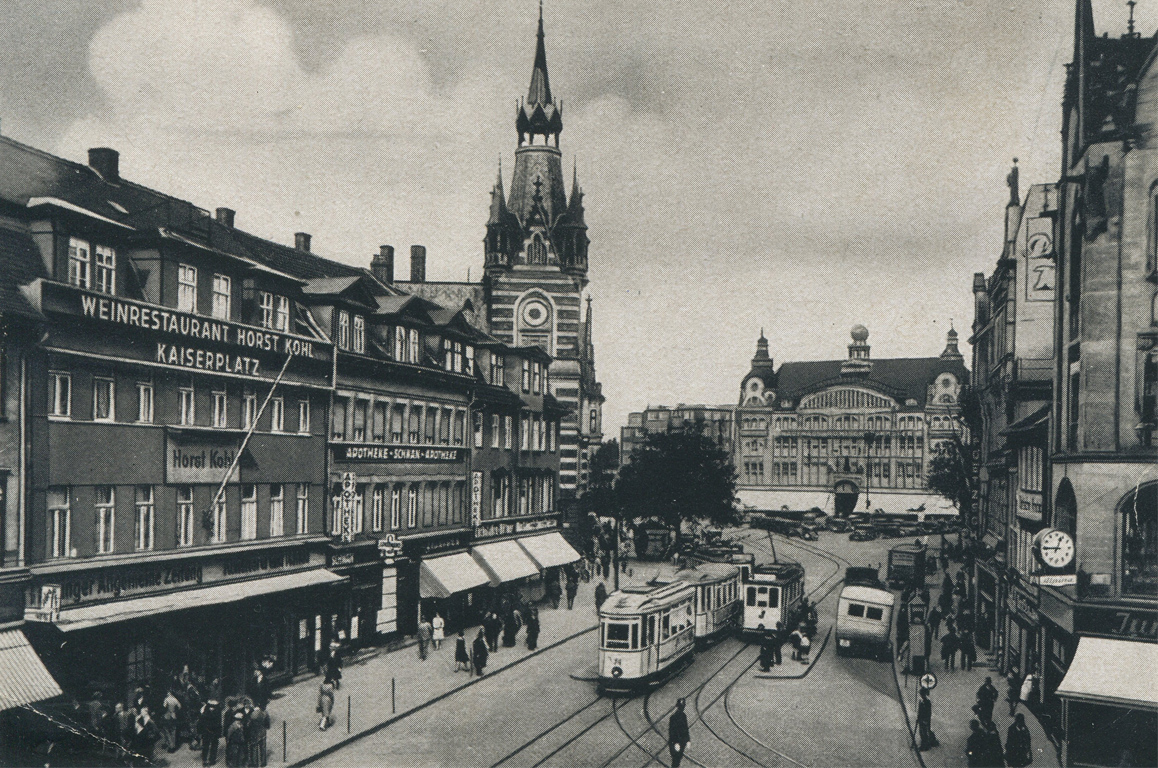
Kaufhaus Römischer Kaiser in den 1930er Jahren

Ende des 19. Jahrhunderts bildeten das Hotel Römischer Kaiser, ein Wiener Café und eine Holzhandlung des gebürtigen Gothaers Albert Blödner, der in den 1870er Jahren nach Schmiedefeld am Rennsteig zog, die östliche Stirnseite des Angers, die jedoch vollständig am 12. Dezember 1905 einer Brandkatastrophe zum Opfer fiel. Dadurch entstand zwischen der Krämpferstraße (heutiges Krämpfertor) und der Langen Gasse (heutige Meyfartstraße) eine Baulücke von ca. 2200 Quadratmetern. Daraufhin plante der jüdische Kaufmann Siegfried Pinthus, der einen Kaufladen am Friedrich-Wilhelm-Platz (heutiger Domplatz) besaß, an dieser Stelle ein Geschäftshaus zu bauen. Hilfe für dieses Vorhaben bekam er von seinem Schwager Arthur Arndtheim und von der Familie Tietz, die ein großes Berliner Warenhaus-Unternehmen führte und mit der Ehefrau von Arthur Arndtheim verwandt war. Am 17. März 1906 erwarb die Berliner Grundstückserwerbsgesellschaft der Familie Tietz die Grundstücke für einen in Erfurt noch nie zuvor bezahlten Kaufpreis und ließ ab dem 1. Oktober 1906 die Brandruinen abreißen. 
Wenig später begann der Neubau eines Warenhauses im Jugendstil nach Entwürfen der Architekten Albert und Ernst Giese aus Halle an der Saale. Die örtliche Bauleitung übte Hans Wolf aus. Mit der Bauausführung wurden der Erfurter Maurermeister Rudolf Walther und die Zementbaugesellschaft Alban Vetterlein & Co. (Leipzig) beauftragt. Dabei entschied man sich für ein viergeschossiges Stahlbetonskelett als tragende Konstruktion, die Fassade wurde mit Sandstein verblendet und das Dach mit zwei Ecktürmen flankiert. Zwischen beiden Türmen wurde eine drehbare, auf acht Säulen gestützte Weltkugel angebracht, die in der Nacht beleuchtet werden konnte und einen Durchmesser von ca. 4 Meter besaß. Auf der Weltkugel befand sich der Schriftzug Römischer Kaiser, er sollte die Verbindung zu den Hermann-Tietz-Warenhäusern symbolisieren, die alle eine ähnliche Dekoration aufwiesen. Im Inneren des Warenhauses gab es einen 20 Meter hohen Lichthof, der sich vom Erdgeschoss bis zum dritten Obergeschoss zog und von einem gewölbten Glasdach abgeschlossen wurde. Um den Lichthof herum führten Galerien, deren Pfeiler mit Bronze und Stuck verziert wurden. Trotz Problemen bei der Vergabe der Baugenehmigung und Verzögerungen durch Streiks konnten im Winter 1907/1908 der Rohbau und der Innenputz fertiggestellt werden. Am 30. Oktober 1907 erfolgte die Gründung der Kaufhaus Römischer Kaiser GmbH; als Gesellschafter fungierten Siegfried Pinthus, Arthur Arndtheim, Oscar Tietz und Leonhard Tietz. Nach dem Tod von Oscar Tietz 1926 übernahmen seine beiden Söhne Martin und Georg die Vertretung der Familie Tietz in der GmbH.
Am 23. März 1908 erfolgte die Eröffnung des Warenhauses unter dem Namen Kaufhaus Römischer Kaiser (KRK) in Anlehnung an den Vorgängerbau. Damit entstand zusammen mit dem Kaufhaus Reibstein am Junkersand und dem Kaufhaus Germania in der Löberstraße ein neuer Typus an Einzelhandelsgeschäft, der durch ein breit gefächertes Warenangebot und hallenartige Verkaufsflächen charakterisiert war. Des Weiteren konnten die Waren durch gemeinsame Großeinkäufe mit anderen Kaufhäusern des Hermann-Tietz-Konzerns zu niedrigeren Preisen angeboten werden. Diese fanden vor allem bei der unteren sozialen Schicht großen Zulauf. Am 8. Oktober 1908 wurden die beiden Kaufleute Siegfried Pinthus und Arthur Arndtheim zu den Geschäftsführern der Kaufhaus Römischer Kaiser GmbH ernannt. 
Mitte der 1920er Jahre kam es zu einer Stabilisierung der Wirtschaftslage in Deutschland, so dass die Kaufbereitschaft und der Besucherandrang im Kaufhaus Römischer Kaiser stark zunahmen. Daraufhin beschloss man, die benachbarten Grundstücke in der Krämpferstraße (heutiges Krämpfertor) und Meyfartstraße aufzukaufen. Im Jahr 1926 übernahm Max Arenstein die Stellung als Geschäftsführer von Siegfried Pinthus und Dr. Louis Herzberg wurde zum Personalchef ernannt. Zwischen Mitte Mai und dem 30. September 1927 wurde unter Leitung des Erfurter Regierungsbaumeisters Wilhelm Holzinger das Warenhaus durch ein großes viergeschossiges Gebäude in Richtung der Krämpferstraße (heutiges Krämpfertor) erweitert. Des Weiteren entstand gegenüber in der Meyfartstraße ein kleinerer Anbau mit drei Etagen, in den später die Verwaltung einzog. Während der Bauarbeiten ging der Verkaufsbetrieb problemlos weiter, lediglich kurz vor der Neueröffnung des Anbaus am 17. November 1927 musste das Kaufhaus Römischer Kaiser für wenige Tage geschlossen werden. Durch den Umbau vergrößerte sich die Versandabteilung, und die allgemeine Verkaufsfläche wuchs um die Hälfte. Des Weiteren war im dritten Obergeschoss des Anbaus ein sogenannter Erfrischungsraum mit 300 Plätzen und im vierten Stockwerk eine Lebensmittelabteilung entstanden. Der Erfrischungsraum bot täglich verschiedene Speisen sowie Kuchen aus der hauseigenen Konditorei zusammen mit musikalischer Unterhaltung an. Außerdem wurde im Keller des Gebäudes eine Kühlanlage installiert, die eine 135 Quadratmeter große Kühlzelle für Nahrungsmittel versorgte und die Kühlung der Fleischtheke in der Lebensmittelabteilung sicherstellte. Anfang der 1920er Jahre wurden im zweiten Obergeschoss des Warenhauses eine Leihbibliothek mit 5.000 Büchern und Zeitschriften sowie ein firmeneigner Kindergarten eingerichtet. 
Ende 1927 plante man, das Warenhaus durch Wilhelm Holzinger erneut erweitern zu lassen. Dabei sollte das Gebäude auf insgesamt sieben Geschosse erhöht und die Fassade zum Anger neu gestaltet werden. Jedoch ließ sich dieses Vorhaben durch den entstandenen Antisemitismus in Erfurt und ab 1933 durch die Machtübernahme Hitlers auch Jahre später nicht verwirklichen. Ende der 1930er Jahre wurde die Lage für das unter jüdischer Führung und Eigentum stehende Warenhaus immer bedrohlicher. Zunächst musste 1934 das Einheitspreisgeschäft, eine Filiale des Warenhauses in der Johannesstraße, geschlossen werden. Im Jahr 1935 folgte die Zwangsschließung des Erfrischungsraums und ein Jahr darauf die der betriebseigenen Fortbildungsschule. Unter der antisemitischen Propaganda verschlechterte sich auch der Umsatz des Warenhauses, so betrug er im Jahr 1930 noch ca. 8.000 Reichsmark pro Tag und sank innerhalb von vier Jahren fast auf die Hälfte. Am 25. September 1937 erfolgte die Überführung der Kaufhaus Römischer Kaiser GmbH in eine offene Handelsgesellschaft entsprechend einem Gesetz vom Juli 1934. Eine Woche später wurde das Warenhaus unter Zwang und unter Wert an den Leipziger Hans Quehl verkauft und in dessen Unternehmen Hans Quehl & Co. eingegliedert. Schließlich wurden am 19. November 1937 die beiden Kaufleute Arthur Arndtheim und Siegfried Pinthus als Gesellschafter offiziell aus dem Handelsregister ausgetragen. Wenige Tage darauf verstarb Siegfried Pinthus, der sein Lebenswerk durch die Enteignung verloren hatte, im Alter von 67 Jahren an einem Herzinfarkt in Friedrichroda. Noch bis zu seinem Tode besaß Siegfried Pinthus neben seiner Stellung als Gesellschafter des KRK den Vorsitz der jüdischen Gemeinde Erfurt, den er im Jahr 1926 übernommen hatte. Arthur Arndtheim emigrierte im April 1939 zusammen mit seiner Frau Erna und seinem Sohn Karl Heinz nach Ramat Gan in Palästina (heute Israel) und verstarb dort am 20. November 1945.
Der neue Eigentümer Hans Quehl, ein überzeugter Nationalsozialist, plante, das Kaufhaus Römischer Kaiser in ein Arisches Warenhaus umzuwandeln. Daraufhin ließ er die gläserne Weltkugel unter Leitung von Erich Herrmann entfernen. Große Teile des Personals wurden aufgrund ihres jüdischen Glaubens oder ihrer politischen Gesinnung entlassen. Des Weiteren veröffentlichte er Anzeigen in Zeitungen, die auf den Eigentümerwechsel aufmerksam machten und um neue Kunden warben. Während des Zweiten Weltkriegs wurden bis auf das vierte Stockwerk und das Erdgeschoss des Neubauflügels alle Abteilungen des Warenhauses sukzessive geschlossen. Ab 1939 wurde das Erfurter Hauptpostamt zum Schutz vor Luftangriffen in die ehemalige Lebensmittelabteilung des Warenhauses verlegt. Im Jahr 1944 kam es durch Brandbomben und Druckwellen von detonierenden Luftminen zu Schäden am Gebäude. Am 12. April 1945 wurde die Stadt Erfurt durch US-amerikanische Truppen eingenommen und durch Artilleriebeschuss das vierte Obergeschoss zerstört. Ab dem 17. Mai 1945 gelangte das Kaufhaus Römischer Kaiser unter die Verwaltung einer Treuhandgesellschaft und der bisherige Geschäftsinhaber Hans Quehl wurde entlassen. Seit dem 2. Juli 1945 gehörte die Stadt Erfurt und das Land Thüringen zur sowjetischen Besatzungszone (SBZ).

### Vom KRK zum Centrum Warenhaus (1945–1990)

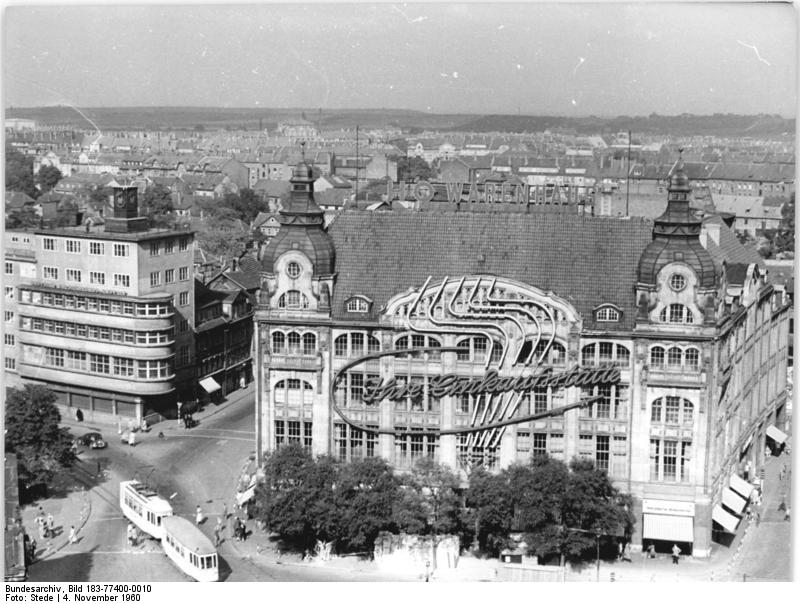
HO-Warenhaus im Jahr 1960

Ab August 1945 diente die erste Etage des Warenhauses für einige Monate als Magazin für die in der Stadt stationierten sowjetischen Offiziere, Soldaten und deren Familien. Nach notdürftiger Reparatur von gröberen Schäden, eröffnete die Stadtverwaltung im Dezember 1945 einen Teil des vierten Stockwerks für Nahrungsmitteleinkäufe der Erfurter Bevölkerung. Wenige Monate darauf war das gesamte vierte Stockwerk und ab Juni 1946 auch der Erfrischungsraum wieder zugänglich. Des Weiteren wurde in der ersten Etage eine Tauschzentrale für Lebensmittel eingerichtet und bestimmte Bereiche des Kaufhauses Römischer Kaiser als Obdach für Kriegsflüchtlinge aus den Ostgebieten und Kriegsheimkehrer genutzt. Im Dezember 1946 konnte das Erdgeschoss und im Jahr 1947 die erste Etage des Neubauflügels wieder eröffnet werden. Nach Ende des Zweiten Weltkriegs versuchte Erna Arndtheim mit dem Sonderbeauftragten für die Verwaltung jüdischen Vermögens Georg Chaim das Warenhaus wieder als Eigentum übertragen zu bekommen. Mit dem Übergang des Warenhauses in Volkseigentum auf Befehl der Sowjetischen Militäradministration (SMAD) am 5. März 1948 mussten diese Bemühungen jedoch endgültig eingestellt werden.
Am 1. Oktober 1948 wurde das Kaufhaus Römischer Kaiser in den Verband Thüringer Konsumgenossenschaften GmbH Volkskraft eingegliedert und bekam den neuen Namen Konsum Kaufhaus. Schon wenige Jahre später am 1. Februar 1952 wechselte es in den Besitz der zentralen Handelsorganisation (HO) unter Führung von Alfred Best und erhielt die neue Bezeichnung HO-Warenhaus. In dieser Zeit besaß das Warenhaus 30 Verkaufsabteilungen und ca. 870 Mitarbeiter und gehörte damit zu den größten Warenhäusern der DDR. Ende der 1950er Jahre nahmen das Warenvolumen und der Kundenandrang immer mehr zu, so dass man die Verkaufsfläche erweiterte und eine Rolltreppe in die dritte Etage installierte. Dabei wurde der Lichthof verschlossen und während der Bauarbeiten ein Wandgemälde mit Szenen zur Jagdgöttin Diana, Mosaike und Verzierungen an den Pfeilern entfernt. Außerdem ersetzte man den figürliche Schmuck und die Sandsteinverzierungen über dem Hauptportal durch ein dreiteiliges Fenster. Im Jahr 1963 kam es auch zur Entfernung des originalen Fahrstuhls aus der Erbauungszeit des Kaufhauses Römischer Kaiser im Zuge von Umbauarbeiten im Eingangsbereich. Ab dem 1. Januar 1965 wurden alle HO-Warenhäuser in der sogenannten Vereinigung Volkseigener Warenhäuser (VVW) zusammengefasst und die Erfurter Niederlassung in Centrum Warenhaus umbenannt. Im Jahr 1968 begann man umfassende Rekonstruktionsarbeiten durchzuführen, in deren Folge das Warenhaus kurzzeitig geschlossen werden musste. Als Ausweichquartier wurde ein 45 Meter langes und 20 Meter breites Zelt mit dem Namen Centrum Blase auf dem Domplatz aufgestellt. Ab den 1970er Jahren lagerte man verschiedene Verkaufsbereiche aus, so zum Beispiel 1975 den Maler- und Heimwerkerbedarf und 1984 die Lebensmittelabteilung. Am 15. Mai 1982 erfolgte vor dem Warenhaus die Einweihung des Neuen Angerbrunnens, den der Bildhauer Waldo Dörsch erschaffen hatte. Ab 1984 wurden erneut Rekonstruktionsarbeiten durchgeführt, die jedoch durch einen Großbrand am 27. Juni 1985 unterbrochen wurden. An diesem Tag war gegen 7 Uhr morgens in der ersten Etage des Neubauflügels ein Feuer durch Brandstiftung entstanden, das anschließend die erste und vierte Etage des Gebäudes fast vollständig zerstörte. Infolgedessen mussten die wichtigsten Verkaufsabteilungen ausgelagert werden, so zum Beispiel auf die Krämerbrücke und in die Krämpferstraße. Nach neun Monaten, pünktlich zum XI. Parteitag der SED am 11. April 1986 konnte schließlich das Centrum Warenhaus mit ca. 6.000 Quadratmeter Fläche wieder eröffnet werden. Im August 1987 richtete man im Dachgeschoss des Seitenflügels ein Kundenrestaurant mit Platz für ca. 90 Personen ein. Mit dem Ende der DDR 1990 und der kurz darauf folgenden Gründung der Centrum Warenhaus Erfurt GmbH endete für das Warenhaus die Zeit des Volkseigentums.

### Vom Volkseigentum zur Einkaufsgalerie Anger 1 (ab 1990)

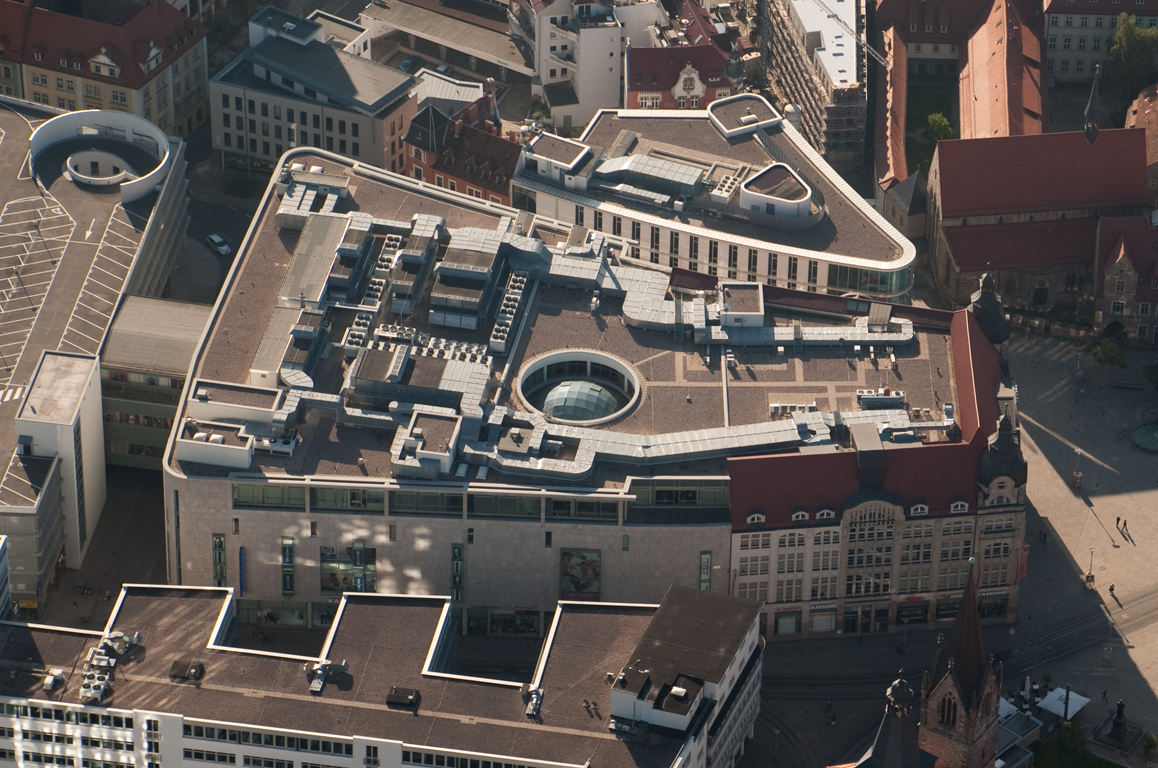
Einkaufsgalerie Anger 1 im Jahr 2010

Am 15. März 1991 übernahm die Hertie Waren- und Kaufhaus GmbH das Centrum Warenhaus und ließ notdürftige Reparaturen und Umbauten durchführen. Daraufhin konnte es am 5. September 1991 mit einer Verkaufsfläche von 6.300 Quadratmetern neueröffnet werden. Als Geschäftsführer wurde Robert Anslinger eingestellt, den kurz darauf am 23. September 1991 Günter Borkenhagen ablöste. Am 1. Januar 1994 kam es zur Übernahme der Hertie Waren- und Kaufhaus GmbH durch die Karstadt AG, in deren Folge jedoch der alte Name Hertie erhalten blieb. Des Weiteren kam es endlich zu einer Entschädigung der Familie Arndtheim, deren Sohn Karl-Heinz mit der Karstadt AG eine Einigung erreichte.
Im März 1998 wurde erstmals das Projekt Einkaufsgalerie Anger 1 vorgestellt und am 15. Mai durch die Karstadt AG beschlossen. Die Pläne sahen vor, dass das ehemalige Kaufhaus Römischer Kaiser saniert und durch einen Neubau mit einer Karstadt-Filiale und eines Parkhauses erweitert werden sollte. Daraufhin wurde am 19. Mai 1999 für das Einkaufszentrum der Grundstein gelegt und zwei Monate darauf im Rahmen der Bauarbeiten das Warenhaus geschlossen. Als Ausweichquartier wurden Erdgeschossräume eines Neubaublocks am Juri-Gagarin-Ring, Ecke Lachsgasse bezogen, deren Fläche nur 2.900 Quadratmeter umfasste. In den darauf folgenden Monaten erfolgte die Errichtung des Karstadt Themenhauses, wobei mehrere Altbauten an der Meyfartstraße, Krämpferstraße und Fleischgasse abgerissen werden mussten. Durch den Bau eines neuen Lichthofes und Verwendung gleicher Firsthöhen wurde der Neubau harmonisch mit dem alten Gebäudeteil verbunden. Der Grundriss des Neubaus wurde dem Straßenverlauf angepasst und deren Fassade weitgehend verschlossen. Außerdem entschied man sich, Teile des historischen Kaufhauses Römischer Kaiser zu rekonstruieren. Die Planung dazu lag bei dem Architekturbüro Rhode Kellermann Wawrowsky in Düsseldorf. So wurden zum Beispiel die Treppenaufgänge, die ursprüngliche Länge der Schaufenster sowie der alte Lichthof und die Skulpturen über dem Hauptportal in geänderter Form wiederhergestellt. Am 5. Dezember 1999 erfolgte die Fertigstellung des Parkhauses mit ca. 750 Stellplätzen und zwischen April und Juni 2000 die Neueindeckung der beiden Ecktürme des Kaufhauses Römischer Kaiser unter Leitung des Dachdeckermeisters Frank Rost mit neuem Kupferblech. Am 1. Januar 1999 wurde die Hertie Waren- und Kaufhaus GmbH mit der Karstadt AG verschmolzen und ein Jahr später daraus die Karstadt Warenhaus AG gebildet. Am 24. März 2000 konnte das Richtfest für den Karstadt-Neubau gefeiert werden. Am 27. September erfolgte die Eröffnung der Einkaufsgalerie Anger 1 zusammen mit dem Karstadt Themenhaus. Seither befinden sich im ursprünglichen Kaufhaus Römischer Kaiser zahlreiche mittelständische Einzelhandelsunternehmen und im 12.000 Quadratmeter großen Neubau eine Karstadt-Filiale. Im Jahr 2000 wurde südlich des Einkaufsgalerie Anger 1 an der Meyfartstraße der ehemalige Preußische Hof abgerissen und stattdessen am 29. August der Grundstein für ein Karstadt-Sportgeschäft gelegt. Im Jahr 2001 verlieh das International Council of Shopping Centers (ICSC) der Einkaufsgalerie Anger 1 den ICSC Shopping Award in der Kategorie Refurbishment (Renovierung). Im April des gleichen Jahres konnte das Karstadt-Sportgeschäft mit einer Verkaufsfläche von ca. 3.000 Quadratmetern eröffnet werden. Im November 2008 wurde Günter Borkenhagen durch Jan de Wit als Geschäftsführer der Karstadt-Filiale abgelöst. Zwischen dem 28. März und 15. November 2008 feierte man das hundertjährige Jubiläum des ehemaligen Kaufhauses Römischer Kaiser mit einer Ausstellung über die Geschichte des Gebäudes. Die Leitung für die Vermietung und das Management der Einkaufsgalerie Anger 1 liegt bei der ECE Projektmanagement GmbH & Co. KG. Im Dezember 2006 erhielt Nadine Strauß die Position als Centermanager der Einkaufsgalerie, die im August 2012 Thomas Nagelschmitz übernahm.

## Architektur

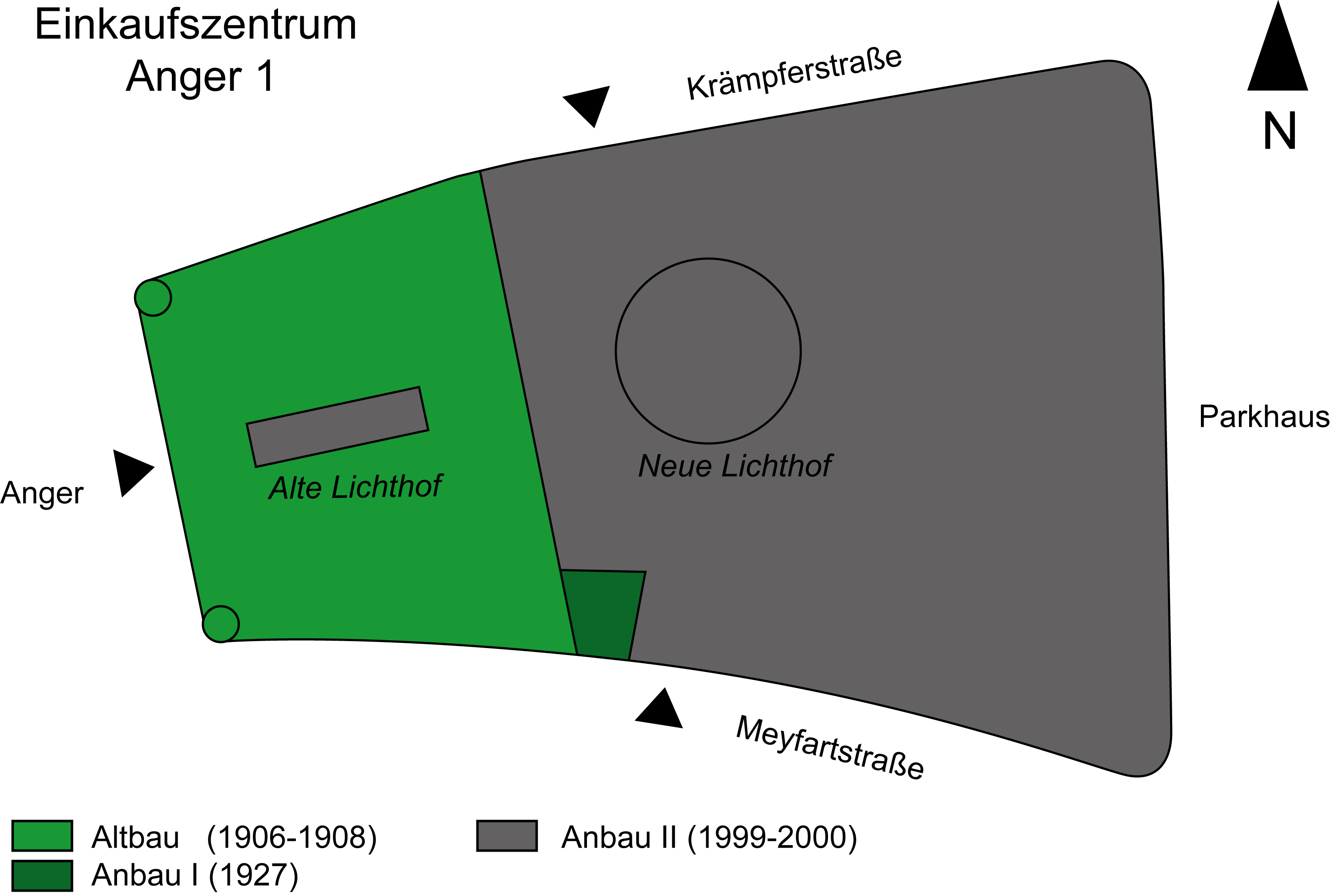
Grundriss der Einkaufsgalerie Anger 1

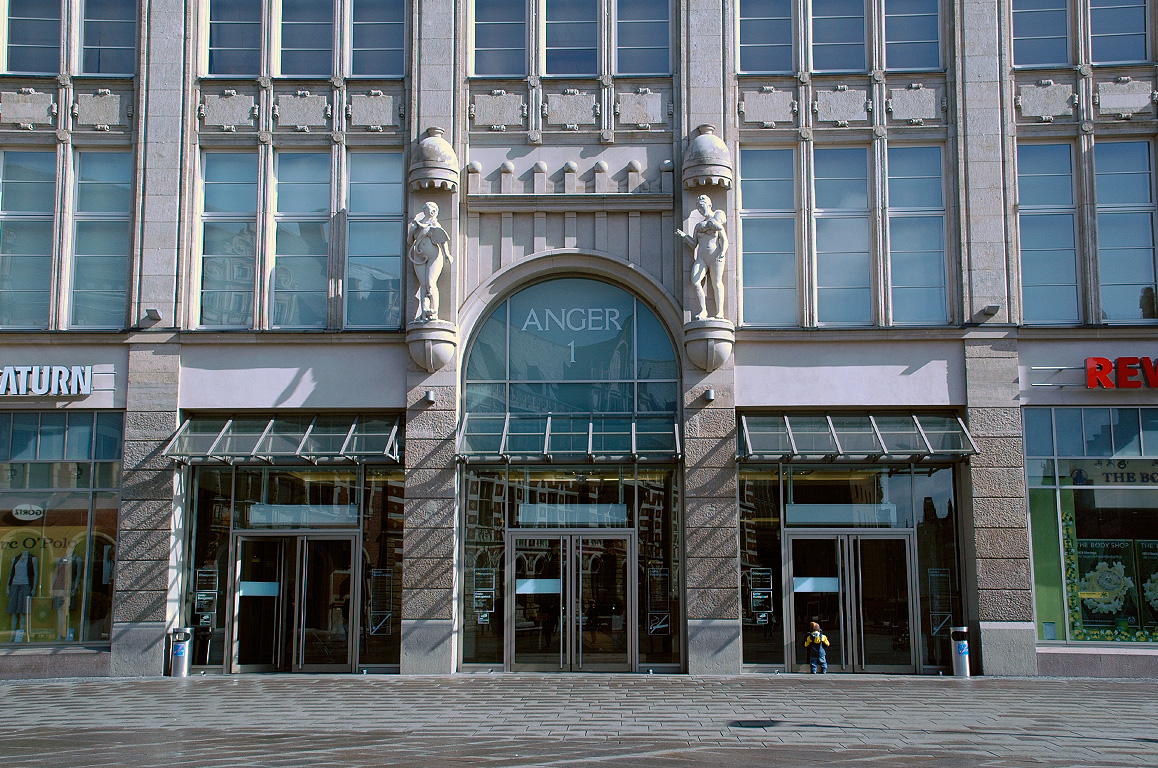
Hauptportal der Einkaufsgalerie Anger 1 nach der Rekonstruktion um 2000

Die Einkaufsgalerie Anger 1 besteht aus zwei Teilen, dem ehemaligen Kaufhaus Römischer Kaiser mit einer Fläche von ca. 11.000 Quadratmetern und einem Neubau mit ca. 12.000 Quadratmetern. Der Altbau ist ein Stahlbetonskelettbau und verfügt über vier Geschosse, die als Verkaufsfläche genutzt werden. Die architektonische Gestaltung der Fassaden ist stilistisch in ihren Grundzügen der Neorenaissance zuzuordnen, in den dekorativen Details zeigt sie aber auch deutliche Einflüsse des Jugendstils. Die westliche Schauseite in Richtung Anger wird von zwei Ecktürmen flankiert und enthält das Hauptportal, das von zwei Figuren mit Baldachinen und Rundbogen bekrönt wird. Die aus Cottaer Sandstein gefertigte Fassade wird zu jeder Seite durch jeweils sieben Fensterachsen gegliedert und verfügt über drei Ziergiebel, die mit Ornamenten und kleinteiligen Fenstern geschmückt sind. Im Erdgeschoss befinden sich große Schaufenster. Die beiden Ecktürme treten risalitartig aus dem restlichen Baukörper hervor und werden von gewölbten, mehrfach gebrochenen Kupferhelmen abgeschlossen. Die Fassade der Ecktürme besitzt in der vierten Etage balustradenähnliche Vorsprünge und wird von einem Gesims durchzogen, das von dekorativen Elementen begleitet wird. Dazu zählen zum Beispiel Wappenfelder, die mit einer Krone geschmückt sind und an das ehemalige Hotel Römischer Kaiser erinnern sollen. Im Osten des Altbaus schließt sich der Gebäudeteil mit der neu errichteten Karstadt-Filiale an, der über fünf Stockwerke verfügt und an das Parkhaus mit ca. 750 Stellplätzen angeschlossen ist.
Das Innere des Altbaus gliedert sich in zwei Lichthöfe, die über eine Passage miteinander verbunden sind und von außen über das Hauptportal und zwei Seiteneingänge erreicht werden. Der Alte Lichthof befindet sich im Westen des Gebäudes und wurde in geänderter Form und Position im Jahr 2000 rekonstruiert. Im östlichen Teil liegt der Neue Lichthof, der sich vom Untergeschoss bis zur vierten Etage erstreckt und über Rolltreppen Zugang zu den verschiedenen Stockwerken bietet. Des Weiteren stellt er das Verbindungsstück zwischen dem ehemaligen Kaufhaus Römischer Kaiser und dem Neubau dar.